# Lem Barney
Lemuel Joseph Barney (Gulfport, 8 settembre 1945) è un ex giocatore di football americano statunitense che ha militato nel ruolo di cornerback nella National Football League ed è stato inserito nella Pro Football Hall of Fame nel 1992.

## Biografia
Al college, Barney giocò a football alla Jackson State University, venendo inserito per tre volte nella formazione ideale della Southwestern Conference della NCAA. Fu scelto dai Detroit Lions nel corso secondo giro (34º assoluto) del Draft NFL 1967. Dopo la sua prima stagione fu premiato come rookie difensivo dell'anno, venendo convocato per il primo di sette Pro Bowl. È ampiamente considerato uno dei migliori defensive back della storia dei Lions, con cui giocò per tutta la carriera, facendo registrare 56 intercetti e giocando anche come kick returner. Nella sua prima stagione, nel primo passaggio lanciato verso la sua direzione in carriera, intercettò il quarterback dei Green Bay Packers Bart Starr, un altro futuro Hall of Famer, ritornandolo in touchdown. Lem Barney e il resto della difesa dei Lions erano allenati dal defensive back, sei volte Pro Bowler, Jim David. Lem ha indicato David come il più grande mentore e maestro e fu proprio questi a tenere il discorso di introduzione quando Barney fu inserito nella Pro Football Hall Of Fame. Rimasero grandi amici fino al giorno della sua morte. Nel 1999, The Sporting News ha classificato Barney al 97º posto nella sua lista dei migliori cento giocatori di football di tutti i tempi. Il suo numero, il 20, indossato anche da future stelle di Detroit, i running back Billy Sims e Barry Sanders, è stato ritirato dai Lions.

## Palmarès
- Convocazioni al Pro Bowl: 7

1967, 1968, 1969, 1972, 1973, 1975, 1976
- All-Pro: 7

1967, 1968, 1969, 1970, 1972, 1973, 1975
- Rookie difensivo dell'anno - 1967
- Formazione ideale della NFL degli anni 1960
- Pro Football Hall of Fame (classe del 1992)